# Nu1 Canis Majoris
Nu1 Canis Majoris (6 Canis Majoris) é uma estrela na direção da constelação de Canis Major. Possui uma ascensão reta de 06h 36m 22.86s e uma declinação de −18° 39′ 35.8″. Sua magnitude aparente é igual a 5.71. Considerando sua distância de 277 anos-luz em relação à Terra, sua magnitude absoluta é igual a 1.07. Pertence à classe espectral G8III/F3V....